# Ablaberoides dhofarensis
Ablaberoides dhofarensis är en skalbaggsart som beskrevs av Ahrens 2000. Ablaberoides dhofarensis ingår i släktet Ablaberoides och familjen Melolonthidae. Inga underarter finns listade i Catalogue of Life.